# Angle exterior

Els angles β, β ', δ i δ' són angles exteriors d'aquest hexàgon irregular. Els angles α i β són suplementaris. Com β = β ', també són suplementaris α i β'.

En geometria, un angle exterior o  angle extern  és l'angle format per un costat d'un polígon i la prolongació del costat adjacent. A cada vèrtex d'un polígon és possible conformar dos angles exteriors, que tenen la mateixa amplitud. Cada angle exterior és suplementari de l'angle interior que comparteix el mateix vèrtex.
Respecte de l'angle interior (α), la mesura de l'angle exterior adjacent serà:  β  =  180 º - α  =  β  ' 

## Suma dels angles exteriors d'un polígon
La suma dels rectangles exteriors d'un polígon és igual a 360 graus o {\displaystyle 2\pi } radians quan es considera només un angle exterior per cada vèrtex del polígon, sense importar el nombre de costats d'aquest. Quan es consideren els dos angles externs possibles de cada vèrtex, la suma de tots ells és igual a 720 ° o {\displaystyle 4\pi } rad.
Demostració
En un polígon regular, la suma dels angles interiors és 180 ° (N - 2) = 180 ° N - 360 ° = Nα
Com α = 180 ° - β → Nα = 180 ° N - Nβ → 180 ° N - 360 ° = 180 ° N - Nβ
Després: Nβ = 360 °, i 2Nβ = 720 ° sent 2Nβ la suma dels angles exteriors del polígon.
Anàleg raonament s'utilitza per demostrar la suma dels angles exteriors d'un polígon irregular.

## Càlcul de l'angle exterior d'un polígon regular
Amb base a la regla anterior, es pot calcular el valor en graus d'un angle extern d'un polígon regular dividint 360° entre el nombre de costats  n  del polígon.
{\displaystyle {\frac {360^{\circ }}{n}}}
Així per exemple, per a un octàgon, dividint 360° entre vuit s'obté que cada angle exterior mesurarà 45 º: 
{\displaystyle {\frac {360^{\circ }}{8}}=45^{\circ }}